# Zestawienie
Zestawienie – połączenie dwóch lub więcej wyrazów w całość stwarzającą pozory bycia frazą, lecz interpretowaną jako pojedynczy leksem.
Na przykład wyrazy składowe zestawienia panna młoda nie mogą być rozdzielone: *panna bardzo młoda. Niemożliwe jest także zastąpienie któregokolwiek z tych wyrazów innym, nawet pokrewnym: *panienka młoda. Ich szyk jest również niezmienny: *młoda panna. W ten sposób człony zestawienia, choć zachowują swój własny akcent i możliwość przybierania innych form fleksyjnych (np. pannę młodą, pannie młodej), zachowują się niczym składniki zrostu bądź złożenia: wspólnie realizują pojedyncze leksemy.

## Inne przykłady zestawień
- euglena zielona
- pan młody
- dom opieki społecznej
- Wólka Węglowa
- generał broni
- woda sodowa
- maszyna do pisania
- Zielona Góra
- dziadek do orzechów
- Morze Bałtyckie
- Stare Miasto
- skok w dal
- Rawa Mazowiecka